# República de Geòrgia (1861)
La República de Geòrgia era el terme informal com s'anomenava ocasionalment a l'Estat nord-americà de Geòrgia immediatament després de la seva secessió dels Estats Units d'Amèrica el 19 de gener de 1861. L'ordenança, feta pública aquell mateix dia, tenia com a punt més destacat: "Declarem i ordenem, que la Unió que ara existeix entre l'Estat de Geòrgia i els altres Estats, sota el nom dels Estats Units d'Amèrica, queda dissolta, i que l'Estat de Geòrgia està en plena possessió de drets per a exercir el seu poder i drets de sobirania en el que respecta a un Estat lliure i independent", i al·legava com a motiu de la seva separació l'abolició de l'esclavitud que, es creia, volia promulgar Abraham Lincoln, el nou President dels Estats Units, i que efectivament acabaria aprovant el 1863. Alguns diaris locals van publicar la notícia amb el títol de "República de Geòrgia".
La independència d'aquest incipient Estat no arribà a complir un mes, ja que el 4 de febrer Geòrgia va passar a formar part dels Estats Confederats d'Amèrica. La seva condició d'Estat productor en massa de cotó, i la necessitat d'esclaus per a tal explotació (462.230 dels habitants tenien la condició d'esclau, gairebé la meitat) feien aquesta República un candidat més que adient per a formar part de la Confederació. A més, la seva extensa xarxa de ferrocarril i la seva posició geogràfica allunyada del Nord feia aquest un bon territori per a preparar la rereguarda, formar els soldats i tancar els presos en l'eventual Guerra civil americana, com efectivament passaria després.